# Deutsche Wohnen & Co. enteignen

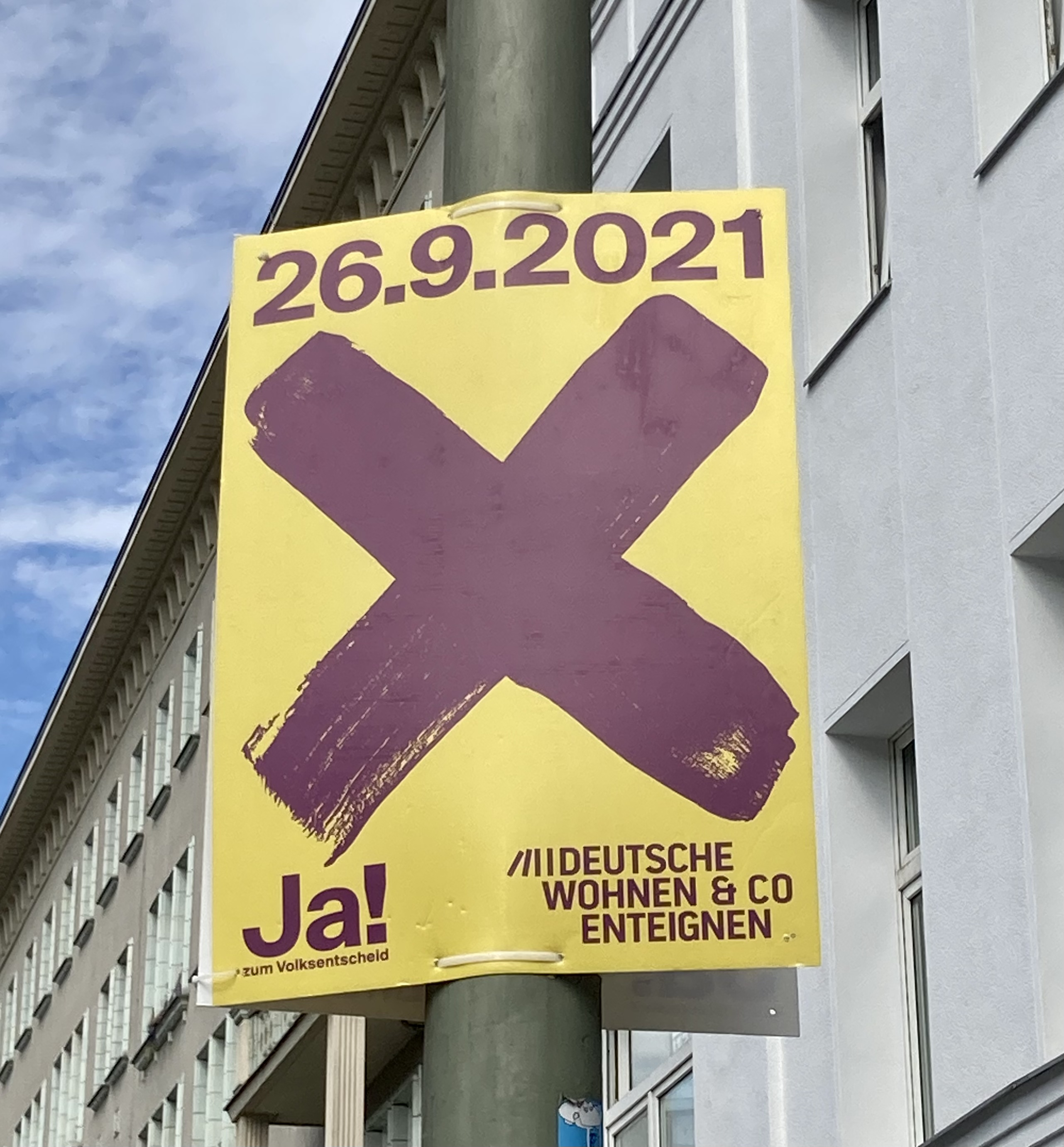
Kampagnenplakat zum Volksentscheid „Deutsche Wohnen & Co. enteignen“ im August 2021

Deutsche Wohnen & Co. enteignen (kurz DWE) ist eine seit 2018 aktive Bürgerinitiative in Berlin, die im September 2021 einen erfolgreichen Volksentscheid über die Enteignung und Vergesellschaftung privater Wohnungsunternehmen erreicht hat. Der Volksentscheid wurde bisher nicht umgesetzt, da es sich um einen Beschluss-Volksentscheid handelte. Im September 2023 kündigte die Initiative an, ihr Ziel der Vergesellschaftung von Wohnraum mit einem Gesetzes-Volksentscheid erneut zur Abstimmung zu stellen.

## Überblick
Ziel der Initiative ist die Vergesellschaftung der Berliner Wohnungsbestände von Großvermietern mit über 3.000 Wohnungen in der Hauptstadt. Dabei sollen die enteigneten Wohnungen in eine Anstalt des öffentlichen Rechts überführt werden. Dies beträfe etwa 243.000 der rund 1,5 Millionen Mietwohnungen in Berlin. Als Gründe werden steigende Mieten auf dem Berliner Wohnungsmarkt und zum Teil unterlassene Instandhaltungen durch große Immobilienfirmen angeführt. Erstes Ziel, und daher auch Name der Initiative, war die Wohnungsgesellschaft Deutsche Wohnen, die mit ca. 110.000 Wohnungen die größte Vermieterin in Berlin war und seit 2021 zum Vonovia-Konzern gehört und gemäß der Initiative eine Politik der permanenten Mietzinsmaximierung verfolge.
Beim Volksentscheid am 26. September 2021 befürworteten mehr als eine Million Berliner das Anliegen. Über 59,1 Prozent der gültigen Stimmen votierten für die Enteignung großer privater Wohnungsunternehmen. 40,9 Prozent lehnten das Vorhaben ab. Nachdem die vom Senat eingesetzte Expertenkommission zur Umsetzung des Volksentscheid die Verfassungsmäßigkeit der Vergesellschaftung bestätigte, kündigte die Initiative am 26. September 2023 einen Gesetzesvolksentscheid mit einem eigenen Gesetz an. Ein Gesetzesvolksentscheid benötigt im Gegensatz zum Beschlussvolksentscheid keine Umsetzung durch das Abgeordnetenhaus, sondern ist unmittelbar geltendes Recht.

## Entstehung
Die Wurzeln der Initiative reichen zurück bis zum ersten Berliner Mietenvolksentscheid 2015, der sich mit einer Reform des öffentlichen Wohnungsbaus befasste und 2016 mit dem Berliner Wohnraumversorgungsgesetz einen Teilerfolg verbuchen konnte. Das Gesetz setzte jedoch nur Teile der Forderungen um, und auch diese betrafen nicht den privaten Wohnungsmarkt. Hier gab es große Unzufriedenheit, die bald in verschiedenen stadtpolitischen Gruppen und Mieterinitiativen zu Diskussionen einen zweiten Volksentscheid für den Privaten Wohnungssektor führte. Der Fokus auf die Deutsche Wohnen entstand, weil es hier seit 2016 eine aktive Vernetzung von Mieterinnen und Mietern gab, die sich gegen die Praktiken des Konzerns wehrten. Rouzbeh Taheri, und Michael Prütz berichteten 2019 in einem Spiegel-Online-Interview, wie 2017 die Idee entstand, einen Volksentscheid zu initiieren. Die Initiative trat im April 2018 zum ersten Mal an die Öffentlichkeit und stellte unter der Überschrift «Spekulation bekämpfen – Deutsche Wohnen & Co enteignen» einen dreistufigen Plan für eine Kampagne bis zum finalen Volksentscheid vor. Den Spruch „Deutsche Wohnen enteignen“ habe es jedoch schon zuvor bei der Berliner Mietergemeinschaft Kotti & Co gegeben. Kotti & Co hat die Forderung nach Enteignung auch im Rahmen einer kleinen Kampagne „Wir wollen unsere Häuser zurück“ 2016 an die Öffentlichkeit getragen.

## Inhalt
Nach Ansicht der Initiative Deutsche Wohnen & Co. enteignen machen Immobilienkonzerne in Berlin große Profite durch steigende Mieten. Diese Profite gehen zulasten der Mieter, die mit ihrem Haushaltseinkommen diese Profite finanzieren. Durch die Vergesellschaftung entfiele der Konzerngewinn und die Haushalte würden entlastet, da keine Gewinne mehr finanziert werden müssten. Mietsenkungen oder auch nur für die Zukunft ausfallende Mietsteigerungen hätten zudem einen positiven Einfluss auf den restlichen Wohnungsmarkt. Denn jeder neue Mietvertrag ohne Preissteigerung wirkt sich durch den gesetzlichen Mietspiegel preisdämpfend aus. Die Vergesellschaftung eines großen Bestandes – der Berliner Senat schätzte 2019 etwa 240.000 Wohnungen – würde daher allen Haushalten zugutekommen.
Die Initiative präsentierte ihre Forderungen erstmals im Oktober und November 2018 in zwei Beschlüssen. Der zweite Beschluss entsprach im Wesentlichen dem Abstimmungstext des 2021 gewonnenen Volksentscheides. Kernforderungen sind die Vergesellschaftung aller Wohnungsbestände von Unternehmen mit mehr als 3.000 Wohnungen, Eine Entschädigung deutlich unter Marktwert und die Überführung der sozialisierten Wohnungen in eine Anstalt öffentlichen Rechts. Diese soll nach den Prinzipien der Gemeinwirtschaft arbeiten. In der Broschüre „Vergesellschaftung und Gemeinwirtschaft – Lösungen für die Berliner Wohnungskrise“ führte die Initiative ihr Verständnis von Gemeinwirtschaft näher aus: „Gemeinwirtschaft bezeichnet in verschiedenen Definitionen ein Wirtschaften, bei dem Gebrauchswerte im Vordergrund stehen – die Versorgung mit lebenswichtigen Gütern, basierend auf Solidarität, Demokratie und Selbsthilfe. Da Konsumenten und Eigentümer in der Regel Teil derselben wirtschaftenden Gruppe sind, entsteht kein Renditedruck zugunsten externer Investoren. Gewinne bleiben in der Gemeinschaft und finanzieren bessere Versorgung.“ Die Initiative beruft sich mit ihrem Verständnis von Gemeinwirtschaft auf gewerkschaftliche Traditionen, aber auch auf die sozialdemokratische Wohnungspolitik im Wien und Berlin der 1920er Jahre. Die Initiative grenzt sich von reinen Verstaatlichungsforderungen ab, indem sie für ihre Anstalt öffentlichen Rechts eine weitgehende demokratische Selbstverwaltung unter Mitsprache von Mietern, Beschäftigten, Berliner Senat und Vertretern der Stadtgesellschaft fordert. Ihrer Ansicht nach sind das im Grundgesetz erwähnte Gemeingut und Staatseigentum nicht identisch, sondern Vergesellschaftung erfordere eine weitgehendere demokratische Mitsprache der Bürger als sie etwa aktuell bei den Landeseigenen Berliner Wohnungsunternehmen (LWU) existiert: „Deren Rechtsformen von GmbHs und Aktiengesellschaften nämlich beideuten Geschäftsgeheimnis und Intransparenz, zudem sind ihre Aufsichtsräte und Manager nicht gewählt, sondern vom Senat eingesetzt: Die LWU’s können von den Wählern nicht kontrolliert werden.“ Im Jahr 2023 veröffentlichte die Initiative unter dem Titel „Gemeingut Wohnen“ eine Broschüre, die detaillierte Ausführungen zu ihrem Alternativvorschlag einer wirtschaftdemokratischen Anstalt öffentlichen Rechts macht. Hier wurden insbesondere die konkreten Formen der Mitbestimmung von Mieterinnen und Mietern konkretisiert, aber auch Ideen zur diskriminierungsfreien Wohnungsvergabe per Los entwickelt.
Der neueste Stand zur Vergesellschaftungsforderung von Deutsche Wohnen & Co enteignen ist weiterhin ein im Mai 2021 präsentierter Gesetzesentwurf. Ihm zufolge sollen die Immobilien von Wohnungsbauunternehmen und anderen Immobilienunternehmen, die am 26. September 2021 mindestens 3.000 Mietwohnungen in Berlin besitzen, vergesellschaftet werden. Nicht betroffen wären Immobilien, die dieselben Unternehmen außerhalb Berlins halten. Der Vorschlag ist also eine auf das Berliner Stadtgebiet begrenzte Bodenreform – nicht Unternehmen, sondern Grund und Boden würde sozialisiert. In den Gesetzesentwurf aufgenommen und rechtlich präzisiert wurden bereits zuvor geforderte Ausnahmen: nicht sozialisiert werden sollen die Wohnungen im Besitz von Genossenschaften und genossenschaftsähnlichen Rechtsformen, Landeseigenen Wohnungsgesellschaften sowie Wohnungen im Besitz von mildtätigen und kirchlichen Eigentümern. Begründung für all diese Ausnahmen ist, dass die genannten Wohnungen bereits gemeinwirtschaftlich bewirtschaftet würden – sie dienten wie bei Genossenschaften der Versorgung ihrer Mitglieder oder hätten, wie die landeseigenen Wohnungsgesellschaften, einen sozialen Versorgungsauftrag. Der Gesetzesentwurf präzisierte auch das von der Initiative zur Ermittlung der Entschädigung vorgeschlagene „Faire-Mieten-Modell“ (siehe unten).

### Reichweite des Vorschlages
Im Grunde handelt es sich lediglich um einen „Volksentscheid über einen Beschluss zur Erarbeitung eines Gesetzentwurfs“. Dieser würde dann alle Details regeln. Ein mögliches Gesetz legte die Initiative bereits im Mai 2021 vor.
Es ist bis heute nicht exakt feststellbar, wie viele Wohnungen von einer Vergesellschaftung betroffen wären, sollte das Vorhaben der Initiative umgesetzt werden. Zwar nennt die Initiative mit 3.000 Wohnungen einen klaren Schwellenwert, jedoch weiß niemand einschließlich des Senates, wie viele Unternehmen diese Schwelle überschreiten. Grund ist die Tatsache, dass die Grundbücher in Deutschland zwar den formalen Eigentümer ausweisen, nicht aber den tatsächlich wirtschaftlich Berechtigten. So ist es zurzeit einfach, über sogenannte Briefkastenfirmen oder Unternehmensgeflechte im Ausland die tatsächlichen Eigentumsverhältnisse zu verschleiern. Diese Intransparenz wurde seitens der Initiative, aber auch von anderen Autoren regelmäßig kritisiert.
Die einzige Schätzung zur Reichweite bisher ist die Kostenschätzung des Berliner Senats von 2019. Sie enthält eine Liste der Enteignungskandidaten (die Initiative selbst stellte nie eine solche Liste auf). Betroffen wären mutmaßlich neben Deutsche Wohnen auch deren heutiger Mutterkonzern Vonovia, Akelius aus Schweden, das französische Unternehmen Covivio, TAG Immobilien aus Hamburg sowie Grand City Properties und die Adler Group, die beide ihren Sitz in Luxemburg haben. Nach Angaben des Senates, die von der Initiative übernommen wurden, wären 243.000 der rund 1,5 Millionen Mietwohnungen in Berlin von der Enteignung betroffen. Unabhängige Recherchen haben seit 2019 weitere Enteignungskandidaten identifiziert – so etwa die William Pears Group aus Großbritannien.

### Kosten
Die Kosten einer Umsetzung des Volksentscheides sind umstritten. Dies liegt einerseits an der politischen Kontroverse um das Vorhaben, hat aber auch sachliche Gründe: wegen der mangelnden Transparenz der Eigentumsverhältnisse lässt sich die Konzentration von Wohneigentum nur schätzen, jedoch nicht exakt bestimmen. Nicht nur die Anzahl von Unternehmen mit Beständen oberhalb der vorgeschlagenen Schwelle von 3000 Wohnungen ist unbekannt, sondern auch die Größe dieser Bestände oder die durchschnittliche Quadratmeterzahl der dort vorhandenen Wohnungen. In der Öffentlichkeit wurde die Debatte dennoch vor allem durch die Gegenüberstellung geschätzter Milliardenbeträge geführt. So schätzte der Berliner Senat etwa laufende Kosten von 28,8 Milliarden, die Initiative nur 7,3. Zudem ging der Senat von hohen laufenden Kosten von 100 bis 340 Millionen Euro pro Jahr aus, bei gleichbleibenden Mieten. Weiterhin würden die zusätzlichen Kreditzinsen den Stadthaushalt belasten. Die Initiative dagegen verweist darauf, dass die Entschädigungshöhe nur eine unter mehreren zu beachtenden Größen sei:
„Wichtiger als die Gesamtsumme ist ohnehin etwas anders: Das Verhältnis zwischen Entschädigung und Mieteinnahmen. Denn die Entschädigungskosten sind keine toten Kosten, die versenkt und verloren sind. Die mit ihnen finanzierten Immobilien bringen vielmehr bis in eine ferne Zukunft sichere Mieteinnahmen ein. Die Entschädigung ist somit selbst finanzierend. Ob sie ‚zu hoch‘ oder ‚zu teuer‘ ist, bemisst sich danach, ob in absehbarer Zeit bei bezahlbaren Mieten die Gesamtentschädigung wieder einholbar ist. Konkret: würde zum vollen Marktwert entschädigt, ließe sich die Entschädigung zwar noch finanzieren, aber nur durch Mieterhöhungen oder eine sehr lange Laufzeit bei der Rückzahlung.“
Die unten aufgeführten Schätzungen sind unter der Voraussetzungen zu lesen, dass den genannten Ausgaben Mieteinnahmen gegenüberstehen. Im Gegensatz zum Berliner Senat geht die Initiative davon aus, dass diese Einnahmen die Kosten komplett aufwiegen. Die Entschädigung wäre damit „haushaltsneutral“, also ohne Kosten für den Steuerzahler. Sie macht diese Annahme aber von der Voraussetzung abhängig, dass unter Marktwert entschädigt würde.
Mögliche Schätzungen für die Kosten:
- In einer ersten Kostenschätzung der Initiative wird von Kosten von 7,3 bis 13,7 Milliarden Euro ausgegangen.[26] Die Initiative nimmt bei der Berechnung der Entschädigungshöhe eine soziale Miethöhe als Zielsetzung zum Ausgangspunkt (so genanntes „Faire-Mieten-Modell“). Mit diesem Modell errechnet sie mögliche Entschädigungszahlungen von 10–11 Milliarden Euro.[27] Insgesamt geht die Initiative davon aus, dass die Entschädigungshöhe „deutlich unter dem Marktwert“ erfolgen könne.
- In der offiziellen Kostenschätzung des Berliner Senats,[28] erstellt durch die seinerzeit von der Partei Die Linke geführten Senatsverwaltung für Stadtentwicklung und Wohnen, wird mit Entschädigungszahlungen von 28,8 Milliarden Euro gerechnet. Die Zahl von 36 Milliarden stellt in dieser Schätzung lediglich eine Obergrenze dar, gebildet durch den Marktwert oder Bilanzwert laut Unternehmensangaben. Auch die Senatsverwaltung geht davon aus, dass dieser Wert nicht in voller Höhe entschädigt werden muss und nimmt Abzüge vor.[29]
- Eine Arbeitsgruppe des Stadtsoziologen Andrej Holm unter Beteiligung von Mitgliedern der Partei Die Linke kam mit vier unterschiedlichen Rechenmodellen auf Entschädigungen von 14,5 bis 22,8 Milliarden Euro. Eine Entschädigungshöhe von 22,8 Milliarden Euro würde dabei auch alle Schulden einbeziehen, die von den Immobilienkonzernen aufgenommen wurden und zu deren Besicherung die Immobilienbestände genutzt wurden. Bei einer niedrigeren Entschädigungshöhe sei nicht ausgeschlossen, dass die  Immobilienkonzerne in finanziellen Probleme geraten, weil die bestehende Schuldenlast nur noch durch den Wohnungsbestand außerhalb Berlins besichert wäre.[30]

Sowohl die Initiative als auch die Arbeitsgruppe um Andrej Holm haben Modellrechnungen entwickelt, um herauszufinden, bis zu welcher Höhe die Entschädigung aus laufenden Mieteinnahmen finanzierbar wäre. Die Initiative kam zum Ergebnis, dass mit den Durchschnittsmieten von 2018 eine Entschädigung von bis zu 24 Milliarden finanzierbar sei – dann jedoch ohne Mietsenkungen. Die Gruppe um Holm setzt diesen Wert niedriger an: „Bis zu einer Entschädigungshöhe von etwa 17 Milliarden Euro ist eine Refinanzierung (ohne Mieterhöhungen und zusätzliche Finanzierungsmittel) aus den laufenden Mieteinnahmen möglich.“ Die Modelle basieren auf Daten aus der Kostenschätzung der Senatsverwaltung sowie Zahlen der Landeseigenen Wohnungsunternehmen. Bisher gibt es zu dieser für die Umsetzung des Volksentscheides relevanten Frage keine weiteren Berechnungen aus der wirtschaftswissenschaftlichen Fachwelt. Allerdings gibt es Praxisbeispiele zur Refinanzierung durch Mieteinnahmen. So verteidigte der damalige Finanzsenator Matthias Kollatz im September 2019 den Kauf von 6.000 ehemaligen Sozialwohnungen durch das Land Berlin gegen Kritik: „Ein Kauf ist dann sinnvoll, wenn er zum Ertragswert möglich ist. Das heißt, wenn die Mieten, die in den Gebäuden bezahlt werden, ungefähr den Kaufpreis erbringen“. Der aktuelle Kauf erfolge „ohne den Landeshaushalt zu belasten“. Auch der Kauf von 14.750 Wohnungen aus den Beständen der Konzerne Deutsche Wohnen und Vonovia im September 2021 wurde laut Berliner Senat zum „Ertragswert“ finanziert. Die Kosten von 2,46 Milliarden Euro stemmten die landeseigenen Wohnungsgesellschaften Howoge, Degewo und Berlinovo mit Krediten, die nun aus Mieteinnahmen getilgt werden. Das Land Berlin hat somit nach eigenen Angaben allein in diesen zwei Großkäufen 20.000 Wohnungen zum Ertragswert in Landeseigentum überführt, ohne den Haushalt zu belasten.

### Rechtlicher Rahmen
Die Initiative beruft sich auf Artikel 15 des Grundgesetzes, der die Überführung von Privat- in Gemeineigentum vorsieht:

Außerdem findet auch Artikel 28 Absatz 1 der Verfassung von Berlin Erwähnung. In Art. 28 VvB (Recht auf Wohnraum und dessen Unverletzlichkeit) heißt es:
Da der Artikel 28 der Berliner Verfassung von den meisten Juristen jedoch nur als nicht einklagbares „Staatsziel“ interpretiert wird, stützt sich die Initiative hauptsächlich auf das Grundgesetz und seinen Artikel 15. Dieser „Sozialisierungsartikel“ ist Teil eines Verfassungskompromisses, der schon in der Weimarer Reichsverfassung enthalten ist: das Eigentum wird garantiert, jedoch dem Staat das Recht zur Sozialisierung eingeräumt. Bedingungen dafür sind die Gesetzesform – eine Sozialisierung darf nur aufgrund eines Gesetzes erfolgen, der Rechtsweg – Klagen dagegen sind zulässig, sowie die Leistung einer Entschädigung. Da Der Artikel 15 des Grundgesetzes noch nie angewandt wurde, sind die Ausgestaltung einer Sozialisierung und ihre möglichen Grenzen in der Rechtswissenschaft umstritten. Es gibt keine Gerichtsentscheidungen zum Thema, sondern nur Gutachten und Kommentarliteratur. Eine Zusammenstellung verschiedener Gutachten aus den Jahren 2019–2022 veröffentlichte die Initiative in einem Sammelband.
Probleme könnten sich insbesondere daraus ergeben, dass bei Vergesellschaftungen laut Rechtsauffassung einiger Juristen einerseits die Verhältnismäßigkeit gewahrt bleiben muss und es andererseits ungeklärte Zuständigkeits- und Grundrechtsfragen gibt. Schon der Berliner Mietendeckel scheiterte daran, dass Berlin (durch ein Bundesgesetz in gleicher Sache) die Zuständigkeit in diesem Rechtsgebiet fehlte.
Berlin kann nur im Bereich der sogenannten konkurrierenden Gesetzgebung tätig werden und nur, wenn es in diesem Bereich noch keine Bundesgesetzgebung gibt. Andererseits haben nach Artikel 142 des Grundgesetzes in Verbindung mit Artikel 14 Regelungen der Berliner Verfassung, die den Betreibern der betroffenen Unternehmen erweiterte Grundrechte im Bereich des Eigentumsschutzes einräumen, Vorrang vor grundrechtlichen Einschränkungen des Grundgesetzes. Der zu erwartende Rechtsstreit hierüber würde voraussichtlich erst in letzter Instanz vor dem Bundesverfassungsgericht entschieden werden.
Sowohl eine Vergesellschaftung als auch eine Enteignung sind weiterhin nach dem Grundgesetz nur zulässig, wenn Art und Ausmaß einer angemessenen Entschädigung gesetzlich geregelt sind. Hier sind Einzelenteignung nach Artikel 14 Grundgesetz und eine Vergesellschaftung nach Artikel 15 Grundgesetz zu unterscheiden. Einzelenteignungen sind etwa für den Straßenbau, aber auch für andere Infrastrukturprojekte gang und gäbe, in jedem deutschen Bundesland gibt es eine Enteignungsbehörde, es existiert eine Rechtssprechungstradition von mehreren Jahrzehnten zu Enteignungen von Grund und Boden. Dies ist jedoch nicht der Fall für die Eigentliche Vergesellschaftung nach Artikel 15. Grundgesetz. Dementsprechend umstritten ist nicht nur die Höhe, sondern auch die Ausgestaltung einer Entschädigung. Die Pole der Debatte reichen vom vollen Wertersatz, also dem Marktwert der Immobilien über einen Marktwert mit Abschlägen bis hin zu einer nur nominellen oder symbolischen Entschädigung. Der Berliner Senat vertrat hier 2019 in seiner Kostenschätzung etwa die Position eines Marktwertes mit Abschlägen.
Ebenso umstritten wie das Verfahren zur Ermittlung der Entschädigung war zunächst die Kompetenz des Landes Berlin.
Nach einem Rechtsgutachten von Ulrich Battis, das im Auftrag des wirtschaftsnahen Vereins Neue Wege für Berlin erstellt wurde, ist die von der Initiative vorgeschlagene Vergesellschaftung unzulässig, da dem Land Berlin die Gesetzgebungskompetenz für ein Enteignungsgesetz fehle. Ferner sei die zur Finanzierung geplante Kreditaufnahme durch eine Anstalt des öffentlichen Rechts eine unzulässige Umgehung der Schuldenbremse. Die Initiative Neue Wege für Berlin ist der Immobilienwirtschaft verbunden, ihr Vorstandsmitglied Frank Bielka war Staatssekretär in der Senatsverwaltung für Bauen und Vorstandsmitglied der Landeseigenen Degewo, ebenfalls im Vorstand aktiv ist die Immobilienanwältin Sandra von Münster.
Die bisher abschließendste Beurteilung des Rechtlichen Rahmens stammt von der Expertenkommission Vergesellschaftung, die 2022/2023 im Auftrag des Berliner Senats tagte. Die Kommission veröffentlichte im Juni 2023 einen Abschlussbericht, der keine grundsätzlichen Hindernisse für eine Umsetzung des Volksentscheides sah. Sowohl die Gesetzgebungskompetenz des Landes sei gegeben, als auch die Verhältnismäßigkeit der Mittel gewahrt. Auch die Vergesellschaftungsschwelle von 3000 Wohnungen hilt die Kommission für unproblematisch. Zudem verneinte sie das wiederholt vorgebrachte Argument, die Verfassung von Berlin sehe einen besonderen Eigentumsschutz vor, da sie eine Sozialisierung nicht erwähne. Dies ist laut Abschlussbericht jedoch kein Hindernis, das Grundgesetz samt Artikel 15 gelte auch in Berlin.

## Unterstützung und Ablehnung
| Unterstützer |
| --- |
| Interessengruppen: - Berliner Mieterverein - Berliner MieterGemeinschaft Politische Parteien und Organisationen: - Die Linke - Bündnis 90/Die Grünen - Jusos Sonstige: - IG Metall - GEW - Ver.di - DGB-Jugend |
| Gegner |
| Interessengruppen: - Verband Berlin-Brandenburgischer Wohnungsunternehmen Politische Parteien und Organisationen: - SPD - CDU - FDP - AfD                                                                      |

Das Volksbegehren erfuhr Unterstützung von Mieterinitiativen und Mietervereinen, verschiedenen Gewerkschaften, der Linkspartei und Teilen der Grünen. Die Sozialdemokratie und das liberale bis konservative Parteienspektrum lehnen die Pläne dagegen ab. Die Verbände der Immobilienwirtschaft zählen ebenso wie Unternehmensverbände anderer Branchen zu den entschiedenen Gegnern einer Vergesellschaftung.
Parteien
Die Linke sprach sich von Beginn an für die Initiative aus und half auch beim Sammeln von Unterschriften. Die Grünen beschlossen auf ihrem Landesparteitag die Initiative zu unterstützen. Allerdings äußerte sich die grüne Wirtschaftssenatorin Ramona Pop konträr. Sie sehe das Enteignungsvolksbegehren mit Skepsis. Die Grünen-Spitzenkandidatin von 2021 Bettina Jarasch möchte eine erfolgreiche Initiative als Druckmittel für Verhandlungen mit den Wohnungsunternehmen nutzen. Die SPD und der Regierende Bürgermeister Michael Müller lehnen die Enteignung großer Wohnungskonzerne ab. Müller argumentiert, dass im Kampf gegen steigende Mieten 15.000 oder 20.000 Wohnungen pro Jahr neu gebaut werden müssten. Die Wohnungsbauziele könnten aber nur mit privaten Partnern erreicht werden; allein über die städtischen Gesellschaften funktioniere das nicht. Die Jusos hingegen stellten sich hinter das Volksbegehren. Die CDU lehnt die Initiative ab, da für die Entschädigung der Enteigneten 36 Milliarden Euro neue Schulden gemacht werden müssten, aber keine neuen Wohnungen entstünden. Sie will stattdessen mit einer Neubauoffensive neue bezahlbare Wohnungen schaffen. CDU-Landeschef Kai Wegner warnte vor drohenden Miet- und Steuererhöhungen zur Finanzierung der Enteignungen. Auch die FDP lehnt die Initiative ab. FDP-Fraktionschef Sebastian Czaja warf der Initiative vor, den Menschen Sand in die Augen zu streuen. Die Ausgaben für die Entschädigung führten das Land Berlin in den finanziellen Ruin.
Gewerkschaften und Verbände
Zu den weiteren Unterstützern zählen der Berliner Mieterverein und die Berliner MieterGemeinschaft sowie weitere Sozialverbände und Kirchenkreise. Die Landesverbände der Gewerkschaften IG Metall, GEW und Ver.di sowie die DGB-Jugend (nicht jedoch der DGB Landesverband Berlin-Brandenburg) unterstützen das Volksbegehren.
Der Immobilienverband IVD sprach davon, dass durch die angestrebte Vergesellschaftung, zu deren Verwirklichung im Unterschied zum Mietendeckel eine rechtliche Kompetenz des Landes Berlin grundsätzlich gegeben sei, sich nur die Identität des Vermieters ändere und keine neue Wohnung entstehe. Damit wäre sie „nur ein weiteres sinnloses sozialistisches Prestigeprojekt“. Der Verband Berlin-Brandenburgischer Wohnungsunternehmen  (BBU) warnt, dass mehr – auch geförderter – Wohnungsbau in Berlin dringend nötig sei. Allein schon die Debatte über Enteignungen schrecke Investoren aber ab. Axel Gedaschko, Präsident des GdW Bundesverbandes deutscher Wohnungs- und Immobilienunternehmen, fordert in Hinblick auf den angespannten Wohnungsmarkt in den Hotspots „mehr bezahlbares Bauland, weniger teure Auflagen und mehr Anreize für bezahlbaren Wohnungsneubau“. Außerdem brauche es mehr Sozialwohnungen. „Das sind die richtigen Instrumente.“ Bauen sei in Deutschland zu kompliziert und zu teuer geworden: „Mit dem Investitionsbetrag, mit dem man 2010 noch 100 Wohnungen bauen konnte, bringt man zehn Jahre später nur noch 72 Wohnungen auf den Weg.“ Zu den größten Beitragszahlern des BBU und seines bundesweiten Dachverbandes GdW gehört auch der Vonovia-Konzern, der von Enteignungen betroffen wäre.
Initiativen und Gruppen
Die Mietergemeinschaft „Kotti & Co“ gehörte zu den Mitbegründern der Initiative, ebenso die Gruppe Interventionistische Linke. Auch das Berlinweite Bündnis gegen Verdrängung und Mietenwahnsinn, das insbesondere 2018/19 mit Großdemonstrationen auf die Wohnungsnot aufmerksam machte, übernahm die Vergesellschaftungsforderung.

## Verlauf von Volksbegehren und Volksentscheid 2019–2021
Entsprechend der Berliner Volksgesetzgebung mussten zunächst mehr als 20.000 gültige Unterschriften für einen Antrag auf Einleitung eines Volksbegehrens gesammelt werden (1. Sammelphase), worauf sich die Sammlung von Unterschriften für das Volksbegehren (2. Sammelphase) anschloss, wobei das zu erreichende Quorum 7 Prozent der zum Abgeordnetenhaus Wahlberechtigten (zum Stichtag: 171.783 Unterschriften) betrug. Im Anschluss konnte der Volksentscheid am 26. September 2021 stattfinden.

### 1. Sammelphase: Antrag auf Einleitung eines Volksbegehrens (2019)
Die erste Sammelphase startete am 6. April 2019 auf der Auftaktkundgebung der großen Berliner Mietendemo unter dem Motto „Gemeinsam gegen Verdrängung und #Mietenwahnsinn“ auf dem Alexanderplatz. Das Quorum zu dieser Sammelphase (mind. 20.000) Unterschriften wurde erreicht, in dem am 14. Juni 2019 77.001 Unterschriften an den Senat übergeben wurden (von denen dann mehr als 20.000 gültig waren). Von diesen 77.001 wurden 10.243 Unterschriften von der Partei DIE LINKE gesammelt und der Initiative am 22. Mai 2019 übergeben.

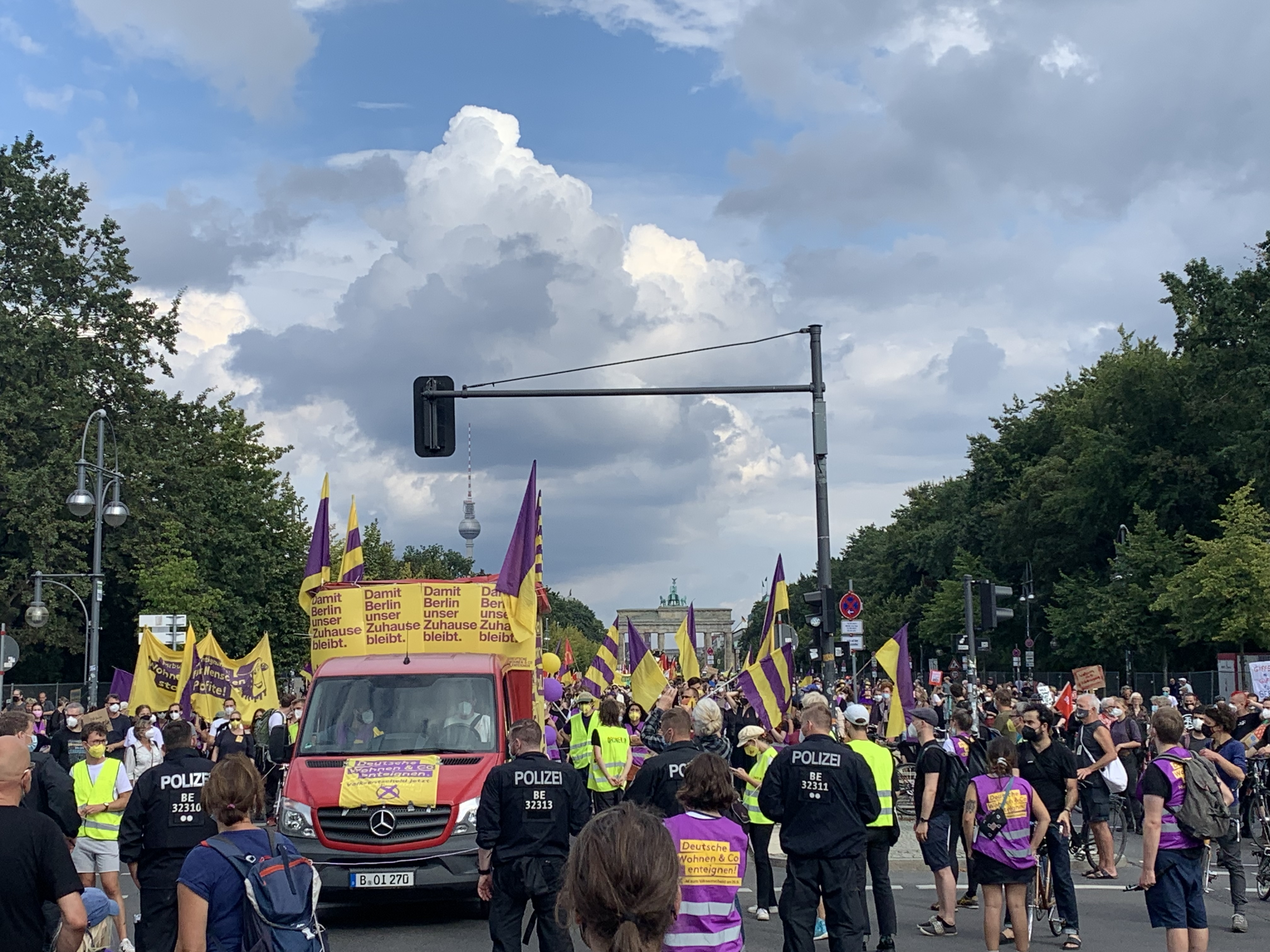
Demonstration der Bürgerinitiative „Deutsche Wohnen & Co. enteignen“

### Juristische Prüfung (2019–2020)
Die im Berliner Abstimmungsgesetz vorgesehene juristische Prüfung des Abstimmungstextes dauerte von Juni 2019 bis September 2020, insgesamt über ein Jahr. Die überlange Prüfung in der Verantwortung des Berliner Innensenators Andreas Geisel (SPD) wurde von den Initiatoren des Volksentscheids als Verschleppung kritisiert.  Auch die Linkspartei, damals Teil der Senatskoalition, kritisierte das Verfahren – konnte jedoch keine Beschleunigung durchsetzen. Die Initiative reichte daher im Mai 2020 eine „Allgemeine Leistungsklage“ ein, um den Abschluss der Prüfung durchzusetzen. Sie konnte durch diesen juristischen Druck Gespräche mit den Koalitionsparteien, aber auch der Innenverwaltung durchsetzen. Die Innenverwaltung übte nun ihrerseits Druck aus, den Text des Volksbegehrens zu verändern – worauf sich die Initiative nur mit großen Bedenken einließ: statt einer Erarbeitung eines Gesetzes wurde der Senat nun aufgefordert, „alle Maßnahmen einzuleiten“ um die Vergesellschaftung durchzuführen.
Als trotz Bereitschaft zum Kompromiss die Prüfung nicht abgeschlossen wurde, beantragte die Initiative ein Eilverfahren. Das Verwaltungsgericht Berlin ging der Sache nach und setzte dem Senat eine enge Frist für Akteneinsicht – worauf dieser nachgab und das Volksbegehren  zuließ. Die Initiative vermutete später, das eine Akteneinsicht „um jeden Preis“ vermieden werden sollte. Das Volksbegehren war zulässig. Der Senat übernahm im November 2020 alle Kosten des Verfahrens, was die Initiative als Schuldeingeständnis wertete. Eine Anfrage nach dem Informationsfreiheitsgesetz ermöglichte nach zweijährigem Ringen erst 2022 die vollständige Einsicht in die Prüfungsunterlagen. Es kam heraus, das das Prüfungsergebnis bereits im Februar 2020 fertiggestellt war. Nach der Klage im Mai 2020 informierte ein Beamter der Innenverwaltung seine Vorgesetzten, er sehe für den Fall einer Zulässigkeit „keine Chance“ für einen Sieg vor Gericht. Der Innensenator Geisel hatte das Volksbegehren also wissentlich verschleppt. Dem Aufruf zum Rücktritt seitens der Initiative kam er nicht nach. Allerdings kam es in der Folge zu einer Änderung des Berliner Abstimmungsgesetzes – die juristische Prüfung für den Text eines Volksentscheids ist seit 2020 auf fünf Monate befristet.

### 2. Sammelphase: Volksbegehren (2021)
Die zweite Sammelphase startete die Initiative am 26. Februar mit einer Kundgebung am Kottbusser Tor. Das Quorum zu dieser Sammelphase (7 Prozent der zum Abgeordnetenhaus Wahlberechtigten, zum Stichtag: 171.783 Unterschriften) wurde erreicht, in dem zunächst am 25. Juni 2021 349.658 Unterschriften an den Senat übergeben wurden, wobei die Zahl der beim Senat letztlich eingegangenen Unterschriften sich noch auf 359.063 Unterschriften erhöhte. Von den eingereichten Unterschriften wurden 272.941 Unterschriften geprüft und davon 183.711 als gültig anerkannt – um die Berliner Verwaltung zu entlasten, wurde auf eine Prüfung der weiteren Unterschriften verzichtet. Von den 349.658 am 25. Juni beim Senat eingereichten Unterschriften wurden 32.622 Unterschriften von der Partei DIE LINKE gesammelt und der Initiative am 21. Juni 2021 übergeben.

### Volksentscheid am 26. September 2021
Am 26. September 2021 fand der Volksentscheid über die Enteignung statt, gleichzeitig zu den Wahlen zum Deutschen Bundestag und dem Berliner Abgeordnetenhaus. Laut Verfassung von Berlin mussten „mindestens ein Viertel der Stimmberechtigten“ – das entspricht 611.900 – dafür stimmen, damit der Entscheid Erfolg hat. Der Volksentscheid hatte bei der Abstimmung Erfolg. Dafür stimmten 57,6 Prozent (59,1 Prozent der gültigen Stimmen), dagegen 39,8 Prozent (40,9 Prozent). In 10 von 12 Berliner Bezirken sprach sich eine Mehrheit für das Vorhaben aus, insgesamt mehr als eine Million Berliner. Damit ist das nötige Quorum überschritten und der Volksentscheid angenommen.

### Ergebnis

Mehrheiten nach Bezirken

| Bezirk                          | Stimm- berechtigte | Beteiligung | Beteiligung | Gültige   | Gültige | Ungültige | Ungültige | Ja        | Ja     | Nein    | Nein   |
| Bezirk                          | Stimm- berechtigte | Zahl        | in %        | Zahl      | in %    | Zahl      | in %      | Zahl      | in %   | Zahl    | in %   |
| ------------------------------- | ------------------ | ----------- | ----------- | --------- | ------- | --------- | --------- | --------- | ------ | ------- | ------ |
| 01 – Mitte                      | 204.255            | 147.016     | 72,0 %      | 143.629   | 97,7 %  | 3.387     | 2,3 %     | 95.681    | 65,1 % | 47.948  | 32,6 % |
| 02 – Friedrichshain-Kreuzberg   | 168.102            | 129.129     | 76,8 %      | 126.776   | 98,2 %  | 2.353     | 1,8 %     | 95.507    | 74,0 % | 31.269  | 24,2 % |
| 03 – Pankow                     | 282.096            | 216.351     | 76,7 %      | 212.446   | 98,2 %  | 3.905     | 1,8 %     | 134.389   | 61,2 % | 78.057  | 36,1 % |
| 04 – Charlottenburg-Wilmersdorf | 215.247            | 163.882     | 76,1 %      | 159.824   | 97,5 %  | 4.058     | 2,5 %     | 84.016    | 51,3 % | 75.808  | 46,3 % |
| 05 – Spandau                    | 158.696            | 108.855     | 68,6 %      | 105.006   | 96,5 %  | 3.849     | 3,5 %     | 57.345    | 52,7 % | 47.661  | 43,8 % |
| 06 – Steglitz-Zehlendorf        | 215.825            | 170.813     | 79,1 %      | 166.698   | 97,6 %  | 4.115     | 2,4 %     | 77.166    | 45,2 % | 89.532  | 52,4 % |
| 07 – Tempelhof-Schöneberg       | 229.605            | 171.920     | 74,9 %      | 167.521   | 97,4 %  | 4.399     | 2,6 %     | 93.776    | 54,5 % | 73.745  | 42,9 % |
| 08 – Neukölln                   | 195.615            | 135.711     | 69,4 %      | 131.805   | 97,1 %  | 3.906     | 2,9 %     | 84.740    | 62,4 % | 47.065  | 34,7 % |
| 09 – Treptow-Köpenick           | 205.948            | 154.225     | 74,9 %      | 150.202   | 97,4 %  | 4.023     | 2,6 %     | 91.480    | 59,3 % | 58.722  | 38,1 % |
| 10 – Marzahn-Hellersdorf        | 197.241            | 133.956     | 67,9 %      | 129.467   | 96,6 %  | 4.489     | 3,4 %     | 75.956    | 56,7 % | 53.511  | 39,9 % |
| 11 – Lichtenberg                | 199.563            | 141.910     | 71,1 %      | 138.321   | 97,5 %  | 3.589     | 2,5 %     | 88.045    | 62,0 % | 50.276  | 35,4 % |
| 12 – Reinickendorf              | 175.407            | 124.540     | 71,0 %      | 119.953   | 96,3 %  | 4.587     | 3,7 %     | 57.849    | 46,5 % | 62.104  | 49,9 % |
| Berlin gesamt                   | 2.447.600          | 1.798.308   | 73,5 %      | 1.751.648 | 97,4 %  | 46.660    | 2,6 %     | 1.035.950 | 57,6 % | 715.698 | 39,8 % |

### Konsequenzen
Da es sich um einen sogenannten „Beschlussvolksentscheid“ handelt, wurde der Senat lediglich aufgefordert, alle Maßnahmen einzuleiten, die zur Überführung von Immobilien sowie Grund und Boden in Gemeineigentum zum Zwecke der Vergesellschaftung nach Art. 15 Grundgesetz erforderlich sind. Dabei hat er mehr Umsetzungsspielraum als bei einem „Gesetzesvolksentscheid“, bei dem bereits ein fest formuliertes Gesetz zur Abstimmung gestellt wird. Der Senat hat auch die Möglichkeit, auf die Ausarbeitung eines entsprechenden Gesetzes zu verzichten.
Die rot-rot-grüne Koalition beschloss 2021 die Einsetzung einer Expertenkommission. Sie sollte innerhalb eines Jahres die Verfassungskonformität von Vergesellschaftungen prüfen sowie Fragen zur Entschädigung klären. Die Kommission tagte im Laufe des Jahres 2022 und veröffentlichte im Juni 2023 einen Abschlussbericht. Darin wurde Vergesellschaftung als verfassungsgemäß und umsetzbar beschrieben, das im Beschluss abgestimmte Vorhaben sei konform mit dem Grundgesetz und der Berliner Landesverfassung. Auch eine Entschädigung unter Verkehrswert sei möglich. Insgesamt 4 Mitglieder der 13-Köpfigen Kommission haben verschiedene Sondervoten abgegeben. Darin kommen sie zu teilweise erheblich Abweichenden Einschätzungen bezüglich der Verfassungsmäßigkeit.
Der nach einem Regierungswechsel mittlerweile schwarz-rote Senat nahm das Votum der Kommission zur Kenntnis, jedoch hatte sich die Regierung bereits vor der Veröffentlichung des Abschlussberichtes auf die Erstellung eines „Rahmengesetzes“ verpflichtet. Es sollte nicht unmittelbar Wohnraum vergesellschaften, sondern nur Bedingungen dafür definieren. Die Initiative Deutsche Wohnen & Co enteignen lehnte das Rahmengesetz ab: Artikel 15 des Grundgesetzes genüge als Rahmen, der Senat plane keine Umsetzung des Bevölkerungswillens. Sie kündigte am 26. September 2023, dem zweiten Jahrestag des Abstimmungserfolgs, einen neuen Volksentscheid an. Diesmal solle ein konkretes Gesetz zur Abstimmung vorgelegt werden.

## Reaktionen
Der-Spiegel-Journalist Henning Jauernig verweist auf eine Umfrage des Meinungsforschungsinstituts Civey, laut dem nur 23 % der befragten Berliner Enteignungen für ein geeignetes Instrument halten, um die Situation der Mieter und Wohnungssuchenden zu verbessern. Er schließt daraus, dass viele Menschen den Volksentscheid dazu genutzt hätten, ihrem Ärger über steigende Mieten Luft zu verschaffen, dass viele Menschen Enteignungen aber kritischer gegenüberstünden, als es das Votum vermuten lasse.
Die Journalistin Nina Scholz sieht die Initiative als ein erfolgreiches Beispiel von Organizing, ähnlich wie auch die Berliner Krankenhausbewegung. Die Initiative habe ein „sensationelles Ergebnis“ eingefahren.

## Veröffentlichungen
Sammelband
- Deutsche Wohnen & Co Enteignen: Wie Vergesellschaftung gelingt – Zum Stand der Debatte, parthas verlag, Berlin 2022, ISBN 978-3-86964-130-0.

Broschüren
- Deutsche Wohnen & Co Enteignen: Zusammentun. Wie wir uns gemeinsam gegen den Mietenwahnsinn wehren können, Berlin 2019.
- Deutsche Wohnen & Co Enteignen: Vergesellschaftung und Gemeinwirtschaft – Lösungen für die Berliner Wohnungskrise, 2. Auflage Berlin 2020.
- Deutsche Wohnen & Co Enteignen: Gemeingut Wohnen – Eine Anstalt öffentlichen Rechts für Berlins vergesellschaftete Wohnungsbestände , Berlin 2023.
- Deutsche Wohnen & Co Enteignen: Wohnen, Klimagerecht – Fünf Argumente, warum das nur mit einer gemeinwirtschaftlichen Wohnraumversorgung zu schaffen ist , Berlin 2023.